# Chris Dahlquist
Christopher Charles „Chris“ Dahlquist (* 14. Dezember 1962 in Fridley, Minnesota) ist ein ehemaliger US-amerikanischer Eishockeyspieler, der im Verlauf seiner aktiven Karriere zwischen 1981 und 1997 unter anderem 571 Spiele für die Pittsburgh Penguins, Minnesota North Stars, Calgary Flames und Ottawa Senators in der National Hockey League (NHL) auf der Position des Verteidigers bestritten hat. Mit der Nationalmannschaft der Vereinigten Staaten nahm Dahlquist an der Weltmeisterschaft 1990 teil.

## Karriere
Dahlquist verbrachte seine Juniorenzeit zwischen 1981 und 1985 an der Lake Superior State University, wo der Verteidiger parallel zu seinem Studium für das Eishockeyteam der Universität, die Lakers, in der Central Collegiate Hockey Association (CCHA), einer Division im Spielbetrieb der National Collegiate Athletic Association (NCAA), aktiv war. In sämtlichen vier Spielzeiten absolvierte er mindestens 35 Partien pro Saison und sammelte in insgesamt 158 Spielen 68 Scorerpunkte.
Dennoch blieb der Abwehrspieler bis zum Verlassen des Colleges ungedraftet, sodass er im Mai 1985 als Free Agent einen Vertrag bei den Pittsburgh Penguins aus der National Hockey League (NHL) unterzeichnete. Dahlquist benötigte allerdings zwei Spielzeiten, in denen er sich über das Farmteam Baltimore Skipjacks in der American Hockey League (AHL) empfahl, ehe er sich dauerhaft im Kader der Penguins etablieren konnte. Letztlich verbrachte der Defensivspieler fünfeinhalb Jahre in der Organisation der Pittsburgh Penguins, ehe er im Dezember 1990 gemeinsam mit Jim Johnson im Tausch für Larry Murphy und Peter Taglianetti an die Minnesota North Stars abgegeben wurde. In Diensten der North Stars erreichte Dahlquist im Verlauf der Stanley-Cup-Playoffs 1991 die Finalserie um den Stanley Cup. Trotz des erfolgreichen Einstiegs bei seinem neuen Team konnte er sich über die Saison 1991/92 nicht weiter für einen Stammplatz empfehlen, wodurch er im NHL Waiver Draft vor Beginn der Spielzeit 1992/93 von den Calgary Flames ausgewählt wurde.
Bei den Flames verbrachte der Linksschütze zwei weitere Spielzeiten in der NHL. Nachdem sein Vertrag über die Saison 1993/94 nicht verlängert worden war, erhielt er im Juli 1994 ein Vertragsangebot der Ottawa Senators über zwei Spielzeiten. Zu Beginn des Spieljahres 1995/96 verlor er seinen Kaderplatz jedoch und verbrachte den Großteil der Saison beim Kooperationspartner Cincinnati Cyclones in der International Hockey League (IHL). Nachdem Dahlquist die Saison 1996/97 ebenfalls in der IHL bei den Las Vegas Thunder verbracht hatte, beendete er im Sommer 1997 im Alter von 34 Jahren seine Karriere als Aktiver.

### International
Für sein Heimatland nahm Dahlquist mit der Nationalmannschaft der Vereinigten Staaten an der Weltmeisterschaft 1990 in der Schweiz teil. Dabei belegte er mit dem Team den fünften Rang unter acht Mannschaften. In zehn Turniereinsätzen steuerte der Verteidiger ein Tor bei.

## Karrierestatistik

### International
Vertrat die USA bei:
- Weltmeisterschaft 1990

(Legende zur Spielerstatistik: Sp oder GP = absolvierte Spiele; T oder G = erzielte Tore; V oder A = erzielte Assists; Pkt oder Pts = erzielte Scorerpunkte; SM oder PIM = erhaltene Strafminuten; +/− = Plus/Minus-Bilanz; PP = erzielte Überzahltore; SH = erzielte Unterzahltore; GW = erzielte Siegtore; 1 Play-downs/Relegation; Kursiv: Statistik nicht vollständig)